# Maud Hansson
Maud Hansson Fissoun (født 5. december 1937 i Stockholm, død 1. oktober 2020 smst.) var en svensk skuespillerinde, mest kendt som tjenestepige Line i serien og filmene om Emil fra Lønneberg.
Allerede som ung var hun aktiv på teaterscenen og havde filmdebut i 1956 med filmen Tarps Elin. Hendes skuespiltalent blev opdaget af filminstruktøren Ingmar Bergman, der lod hende spille en central rolle i filmen Det syvende segl fra 1957.
Hansson giftede sig i 1960'erne med den græsk-russiske skuespiller Petros Fissoun, der døde i 2016.

## Udvalgt filmografi
- 1956: Tarps Elin – Ingrid som 14-årig
- 1957: Det syvende segl – Kvinde brændt på bålet
- 1957: Ved vejs ende – Angelica Borg
- 1961: Karneval – Lena
- 1963: En vacker dag – Cornelia
- 1971: Amala Kamala – Angela
- 1971: Emil fra Lønneberg – Line
- 1972: Nye løjer med Emil fra Lønneberg – Line
- 1973: Emil og grisebassen – Line
- 1981: Rasmus på farten – Dame i butik